# Huta Jabłonowa
Huta Jabłonowa est une localité polonaise de la gmina de Łopuszno, située dans le powiat de Kielce en voïvodie de Sainte-Croix.